# Župna crkva sv. Barbare djevice i mučenice na Rebru
Župna crkva sv. Barbare djevice i mučenice katolička je crkva čija je gradnja započela 1942. godine. Nalazi se u četvrti Maksimir u Zagrebu, u sklopu Kliničko bolničkog cetra Zagreb na Rebru. Crkvu je u lipnju 2014. posvetio nadbiskup kardinal Josip Bozanić.

## Povijest
Bolnička župa osnovana je 1942. godine, kada je počela djelovati i bolnica u nekadašnjem predjelu Zagreba koji se zvao Rebar. Izgradnju bolnice inicirala je Zagrebačka nadbiskupija, a bl. Alojzije Stepinac blagoslovio je crkvu. Župi je za zaštitnicu odredio sv. Barbaru, zagovornicu dobre smrti. Crkva je obnovljena 2014. godine, ali je radi zadobivenih oštećenja tijekom potresa koji je pogodio Zagreb 2020. ponovno obnovljena i 2021. godine.
Tijekom posvete crkve u lipnju 2014. godine, kardinal Josip Bozanić je iz zagrebačke katedrale u crkvu sv. Barbare donio moći bl. Alojzija Stepinca, koje je dao ugraditi u novopodignuti oltar crkve. U novi je oltar ugrađena i prednja ploča iz starog oltara koji je 1942. godine blagoslovio bl. Alojzije Stepinac.

## Galerija
- Pogled na crkvu i zgrade KBC-a s prilazne ulice
- Pogled s kora
- Novi oltar
- Pogled prema oltaru s ulaza